# Камень Красноречия

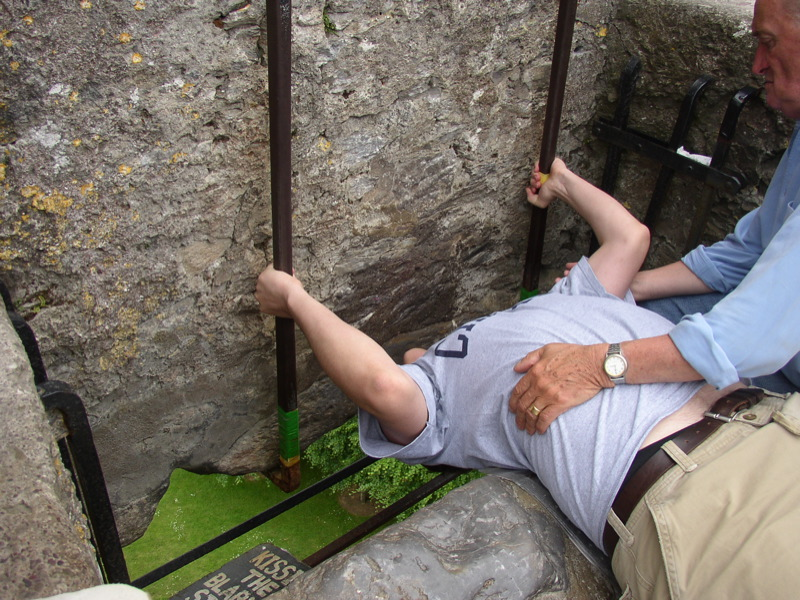
Человек целует камень Красноречия

Камень Красноречия (ирл. Cloch na Blarnan, англ. Blarney Stone) — камень, вмонтированный в стену замка Бларни (графство Корк в Ирландии), по легенде — часть Скунского камня, дающая поцеловавшему её дар красноречия.
В 1314 году предок Дермота Маккарти, Кормак, строитель замка Бларни, отправил из Манстера несколько сотен своих подданных в помощь Роберту Брюсу в битве при Бэннокберне, где тот сражался с английским королём Эдуардом II. Брюс одержал победу и в качестве знака признательности якобы подарил Кормаку половину Скунского камня, на котором в старину короновали королей Шотландии. На самом деле к тому времени Скунский камень уже находился в Англии, в Вестминстерском аббатстве.
Согласно ритуалу, для поцелуя необходимо особым образом с помощью ассистента свеситься с парапета. Таким образом, поцелуй превращается в реальный риск для жизни и здоровья. Тем не менее, многие люди совершают данный ритуал.
В 1888 году Уильям Генри Хёрлберт (англ. William Henry Hurlbert) писал, что традиция выглядит относительно новой, насчитывающей менее столетия, ориентировочно относящейся к концу XVIII века. Легенда о камне была описана в труде «A classical dictionary of the vulgar tongue», напечатанном в 1785 году.
В 2009 году портал Tripadvisor признал камень Красноречия самой негигиеничной достопримечательностью в мире.
Согласно традициям Техасского технологического университета, c 1939 года один из хранящихся у них камней выдаётся за пропавший обломок камня Красноречия; как так вышло — неизвестно.